# Польгаген
Польгаген (нім. Pollhagen) — громада в Німеччині, розташована в землі Нижня Саксонія. Входить до складу району Шаумбург. Складова частина об'єднання громад Нідернверен.
Площа — 12,87 км2. Населення становить 1066 ос. (станом на 31 грудня 2021).